# 阿美利堅有外星人
《阿美利堅有外星人》（America's Got Alien），是香港電視娛樂製作的旅遊節目，節目一共有兩季，第一季第一集於2017年8月18日星期五22:30-23:00在ViuTV首播，之後於2017年8月27日至11月5日逢星期日22:30-23:00播出；第二季於2019年5月11日至7月20日逢星期六23:00-00:00播出，由周雅霏主持，找來卓飛作為嘉賓，周雅霏兼任節目監製及出品人。
節目由周雅霏在三年前第一次親眼目擊UFO後，從而對地球以外的生物產生了無比的好奇開始。在好奇心的驅使下，邀請卓飛一起遊走當地各大UFO出沒熱點，與觀眾一同尋找UFO的足跡。

## 每集一覽

### 第一季
| 集數 | 播映日期       | 主題                         |
| 1    | 2017年8月18日  | 出發！阿美利堅有外星人       |
| 2    | 2017年8月27日  | 升空！外星人你在哪裏？       |
| 3    | 2017年9月3日   | 羅斯威爾！Here I Come!       |
| 4    | 2017年9月10日  | 由Marfa沙漠到墨西哥罪惡之城  |
| 5    | 2017年9月17日  | 牛仔！越野！外星人！         |
| 6    | 2017年9月24日  | 深不見底！令人震撼嘅隕石坑！ |
| 7    | 2017年10月1日  | 51區!揭開你神秘的面紗!       |
| 8    | 2017年10月22日 | 讓人穿越時空的音響療癒?!     |
| 9    | 2017年10月29日 | 真假難辨的奇幻馬戲團!        |
| 10   | 2017年11月5日  | 揮一揮袖, 作別天際的外星人!  |

### 第二季
| 集數 | 播映日期      | 主題                  |
| 1    | 2019年5月11日 | 揭開美國神秘組織面紗  |
| 2    | 2019年5月18日 | 探索非地球物種 (I)    |
| 3    | 2019年5月25日 | 深入美國神秘之地 (I)  |
| 4    | 2019年6月1日  | 探索非地球物種 (II)   |
| 5    | 2019年6月8日  | 深入美國神秘之地 (II) |
| 6    | 2019年6月22日 | 探索非地球物種 (III)  |
| 7    | 2019年6月29日 | New Age揭秘           |
| 8    | 2019年7月6日  | 尋找隱世文化          |
| 9    | 2019年7月13日 | 呼喚UFO               |
| 10   | 2019年7月20日 | UFO交匯站             |

## 外部連結
- ViuTV：阿美利堅有外星人 （页面存档备份，存于）
- ViuTV：阿美利堅有外星人2 （页面存档备份，存于）

| 香港 ViuTV 星期五 22:30－23:00                                                                    | 香港 ViuTV 星期五 22:30－23:00               | 香港 ViuTV 星期五 22:30－23:00                                              |
| ------------------------------------------------------------------------------------------------- | -------------------------------------------- | --------------------------------------------------------------------------- |
|                                                                                                   | 阿美利堅有外星人 （2017年8月18日）           |                                                                             |
| 突擊旅行團 （2017年6月9日－8月11日）                                                              | 歌度有…音樂微電影 （2017年8月25日－9月29日） |                                                                             |
| 香港 ViuTV 星期日 22:30－23:00 · 10月8日及15日 暫停播映                                           |                                              |                                                                             |
| 真PK Trip （22:00－23:00） （2017年7月2日－8月20日）                                              | 阿美利堅有外星人 （2017年8月27日－11月5日）  | 超級奶爸 （2017年11月12日－12月31日）                                       |
| 香港 ViuTV 星期六 23:00－00:00 · 2019年6月1日、22日及7月6日 22:45－23:45 · 2019年6月15日 暫停播映 |                                              |                                                                             |
| 暗殺教室2 （23:00－23:30） 海賊王 （23:30－00:30） （2019年5月4日）                               | 阿美利堅有外星人2 （2019年5月11日－7月20日） | 大鳴大放 （23:00－23:30） 今鋪搞「電」了 （23:30－00:00） （2019年7月27日） |